# 莫桑比克暖流

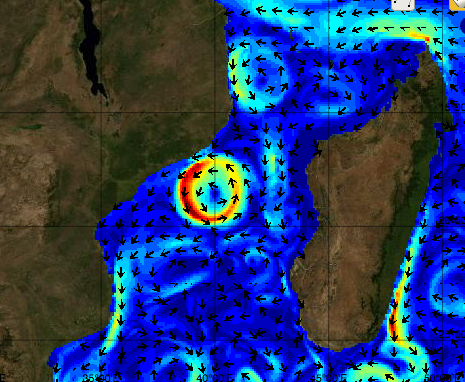
莫桑比克暖流

莫桑比克暖流（英語：Mozambique Current）是印度洋上的一股暖流，通常被定义为在莫桑比克与马达加斯加岛之间的莫桑比克海峡沿非洲东海岸自北向南流动的地表水。